# Episodi di American Dad! (ventesima stagione)
La ventesima stagione di American Dad! è stata trasmessa negli Stati Uniti dal 27 marzo al 18 dicembre 2023 su TBS.
In Italia, la stagione è stata trasmessa su Italia 1 dal 28 dicembre 2024 al 17 marzo 2025, a partire dall'episodio 22 (a tema Natalizio) all'01:10 circa. 
| N° | Codice di produzione | Titolo originale                                | Titolo italiano                                | Prima TV USA      | Prima TV Italia  |
| -- | -------------------- | ----------------------------------------------- | ---------------------------------------------- | ----------------- | ---------------- |
| 1  | HAJN02               | Fellow Traveler                                 | Il compagno di viaggio                         | 27 marzo 2023     | 13 gennaio 2025  |
| 2  | HAJN01               | The Professor and the Coach                     | Il professore e l'allenatore                   | 3 aprile 2023     | 13 gennaio 2025  |
| 3  | HAJN03               | Viced Principal                                 | Il passato del preside                         | 10 aprile 2023    | 20 gennaio 2025  |
| 4  | HAJN04               | The Pleasanting at Smith House                  | L'evocazione piacevole a casa Smith            | 17 aprile 2023    | 20 gennaio 2025  |
| 5  | HAJN05               | Stretched Thin                                  | Il miglior venditore                           | 1º maggio 2023    | 27 gennaio 2025  |
| 6  | HAJN10               | Better on Paper                                 | Sembrava romantico... e invece                 | 8 maggio 2023     | 27 gennaio 2025  |
| 7  | HAJN08               | Cow I Met Your Moo-ther                         | La vocina bovina                               | 15 maggio 2023    | 29 gennaio 2025  |
| 8  | HAJN06               | Stan Fixes a Shingle                            | Il concorso dei giovani imprenditori           | 22 maggio 2023    | 29 gennaio 2025  |
| 9  | HAJN11               | Saving Face                                     | Salvare la faccia                              | 29 maggio 2023    | 3 febbraio 2025  |
| 10 | HAJN12               | Frantastic Voyage                               | Viaggio frantastico                            | 4 settembre 2023  | 3 febbraio 2025  |
| 11 | HAJN13               | A Little Mystery                                | Un piccolo mistero                             | 11 settembre 2023 | 12 febbraio 2025 |
| 12 | HAJN14               | Don't You Be My Neighbor                        | Non essere il mio vicino di casa               | 18 settembre 2023 | 12 febbraio 2025 |
| 13 | HAJN15               | Productive Panic                                | Panico produttivo                              | 25 settembre 2023 | 17 febbraio 2025 |
| 14 | HAJN16               | Multiverse of American Dadness                  | Multiverso di American Dad                     | 2 ottobre 2023    | 17 febbraio 2025 |
| 15 | HAJN07               | Z.O.I.N.C.S.                                    | Z.O.I.N.C.S.                                   | 30 ottobre 2023   | 24 febbraio 2025 |
| 16 | HAJN17               | A New Era for the Smith House                   | Una nuova era per casa Smith                   | 6 novembre 2023   | 24 febbraio 2025 |
| 17 | HAJN18               | Between a Ring and a Hardass                    | Tra l'osso duro e l'anello                     | 13 novembre 2023  | 3 marzo 2025     |
| 18 | HAJN19               | Footprints                                      | Lasciare un'impronta                           | 20 novembre 2023  | 3 marzo 2025     |
| 19 | HAJN20               | Steve, Snot, and the Quest for the Og Four Loko | Steve, Snot e la ricerca della 4loko originale | 27 novembre 2023  | 10 marzo 2025    |
| 20 | HAJN21               | The Pink Sphinx Holds Her Hearts on the Turn    | La sfinge rosa                                 | 4 dicembre 2023   | 10 marzo 2025    |
| 21 | HAJN22               | A Little Extra Scratch                          | Un po' di grana extra                          | 11 dicembre 2023  | 17 marzo 2025    |
| 22 | HAJN09               | Into the Jingleverse                            | Nel Jingleverso                                | 18 dicembre 2023  | 29 dicembre 2024 |